# Jay Style
Jay Style est un DJ et producteur d'electro house originaire de Suisse.

## Carrière professionnelle
Jay Style commence à mixer en Suisse, à l'âge de 14 ans, en discothèque. , En 1989, il remporte le titre de champion de Suisse junior des Djs. L’année suivante, il est sacré Champion Suisse des Djs. De 1996 à 1998, Jay Style gagnera trois fois, le championnat de France des DJ's.
Il rentrera dans l’agence Music Label Society pour travailler dans différents clubs et festivals comme le Jazz Montreux Festival.
En 1999, Jay style débute sur Fun Radio et sera à l’origine du Fun Dj Tour. En 2005, il est le Dj star de l’émission numéro un le samedi soir, Party Fun qu’il animera pendant 7 ans.
Jay Style ne fait pas que de la radio. Fort du succès de son USA Tour en 2009 qui passa de la Winter Conférence de Miami à New-York et Washington, une tournée par Ibiza, Jay s’exporte à l’étranger et mixe devant des millions de spectateurs. Il se produira deux années consécutives (en 2010 et 2011) au Starfloor à Paris Bercy (Accor Hôtel Aréna) devant plus de 17 000 personnes, retransmis en direct sur W9 et Fun Radio.
De 2008 à 2010, il devient jury de la Fun Dj Sélection aux côtés des DJs David Guetta, Martin Solveig et Bob Sinclar en 2008 puis Laurent Wolf et Antoine Clamaran en 2009 et, enfin, David Guetta et les Black Eyed Peas en 2010.
En 2011, il est également parrain du concours des jeunes talents DJ, DeejayLive 2011, au salon Mix Move de Paris.
En 2012, il devient Ambassadeur de la Team Pioneer Dj Officiel et de la Team Sennheiser. La même année, il est membre du jury pour la première saison du nouveau concours de Dj organisé par Fun Radio et M6, la M6 Mobile Dj Expérience. Il sera aussi préparateur mental lors de la première saison de The Voice Belgique.
En octobre 2012, en accord avec la station, il quitte l'émission Party Fun de Fun Radio.
En 2013, il rejoint la Team NRJ Extravadance aux côtés de Tiësto, Afrojack, Big Ali, Dj Assad... Il mixe dans l’émission référence NRJ Extravadance avec une moyenne de 900 000 auditeurs à chaque émission. Jay se produit également sur la tournée NRJ Extravadance Tour.
La même année, le Label « Definitely Records » voit le jour et le titre « Wow » constitue la première sortie du label de Jay Style.
Depuis 2013, il est le parrain de La Croix Rouge Française de Paris.
Avec une trentaine de remix à son actif et des collaborations prestigieuses, il sort en 2014 deux nouveaux singles « On My Mind » et  « Impact ». Suivra en 2015 « Confused »
En 2016, Jay Style signe avec la maison de production « Warner » où il sort une reprise du titre « Finally » de CC Peniston en collaboration avec Cosy et Tara Mac Donald (la Queen of Dance) qui a déjà collaboré avec David Guetta, Afrojack, Thomas Gold, David Vendetta, Snoop Dogg... Cette même année, il sera choisi pour faire la première partie de Giorgio Moroder à l’ Olympia.
Ses tournées en clubs sont parmi les plus importantes en France avec plus de 125 dates par an. Elles lui permettent de mixer aux côtés de Will.I.Am, Akon, David Guetta, Bob Sinclar, Snoop Dogg, Marroon 5, Joachim Garraud.
À côté de ses multiples activités, Jay a aussi été professeur à l’Ucpa (École de Djs) de Lyon et de Poitiers.
Ayant le rêve de conjuguer ses deux passions, le sport et la musique, c’est tout naturellement que Jay Style est devenu DJ Officiel et Speaker pour le label IRONMAN France, puis IRONMAN World, sillonnant les routes toute l’année afin de donner de la voix sur les plus grands évènements sportifs du monde du Triathlon et de l’Athlétisme. Il anime désormais le très célèbre IRONMAN World Championship à Hawaï (US).
Il vient de rejoindre également la Fédération Française de Triathlon en 2021 en tant qu’Animateur Labellisé.

## Discographie
En 2009 il remixe la reprise de La vie en rose d'Édith Piaf, chantée par Donna Summer. Septembre 2010, il sort le single Reach up remixé par "Paperboy & Mike Even". En 2013 il sort sur son propre label Defintely Records "Wow", "Two Words", et "XXX". Le Titre « Finally » en collaboration avec Tara Mc Donald verra le jour en 2016 sous le label Warner.

### Remixes
- Laidback Luke & Wynter Gordon - Speak Up  Jay Style remix
- Dj Assad - Make It Hot  Jay Style remix
- Tom Snare - Shout  Jay Style remix
- DJ Assad  -  So Far Away   Jay Style remix
- Laurent Wolf - Suzy  Jay Style remix
- David Vendetta - Feel Like  Jay Style remix
- DJ Assad - Playground  Jay Style remix
- Madinshina - Rhythm is A Dancer  Jay Style remix
- Patrice Strike - One Day  Jay Style remix
- Starlane - Back To Paris  Jay Style remix
- Mika Vyne - Electro Game  Jay Style remix
- Dim Chris  - Change The World  Jay Style remix
- Laurent Wolf - Seventies  Jay Style remix
- David Vendetta - Freaky Girl  Jay Style remix
- Mathieu Bouthier - Need U 2008  Jay Style remix

### Singles
- 2009 : Jay Style - Flame of Life(Feat. Faiza Kangoor)
- 2010 : Jay Style - Reach Up
- 2011 : Jay Style - Back System
- 2011 : Jay Style - Get Me Back
- 2011 : Jay Style - Love At First Sight (Feat. John Louly)
- 2012 : Jay Style Et Chris Kayser - Let Me Be Free (Feat. Shena)
- 2013 : Jay Style - Wow
- 2013 : Jay Style - Two Words (feat. Rebecca Cramer)
- 2013 : Jay Style - Stay Connected
- 2013 : Jay Style - XxX
- 2014 : Jay Style - Impact
- 2014 : Jay Style - On my Mind
- 2015 : Jay Style - Confused
- 2016 : Jay Style - Finally
- 2016 : Jay Style - Ready For Love
- 2016 : Jay Style - Revelations

### Album
- 2011 : Album concept Dancefloor Selection by Jay Style incluant ses deux productions Get Me Back feat Joanna Rays et Jay Style feat John Louly - « Love At First Sight » (Wagram)